# 皮奧特·加切克
皮奧特·加切克（波蘭語：Piotr Gacek；1978年9月16日—）是一位波蘭排球運動員。他也是波蘭國家男子排球隊的一員，代表波蘭參加了2006年世界排球錦標賽的賽事並且獲得銀牌。他也參加了2009年歐洲排球錦標賽並且獲得金牌。